# Kavandi
Koordinaten: 58° 36′ N, 22° 50′ O
Kavandi (deutsch Kawandi) ist ein Dorf (estnisch küla) auf der größten estnischen Insel Saaremaa. Es gehört zur Landgemeinde Saaremaa (bis 2017: Landgemeinde Orissaare) im Kreis Saare.

## Einwohnerschaft und Lage
Das Dorf hat fünfzehn Einwohner (Stand 31. Dezember 2011). Es liegt 44 Kilometer nordöstlich der Inselhauptstadt Kuressaare.

## Persönlichkeiten
In Kavandi wurde der estnische Literaturwissenschaftler Aarne Vinkel (1918–2006) geboren.